# Kisar (település)

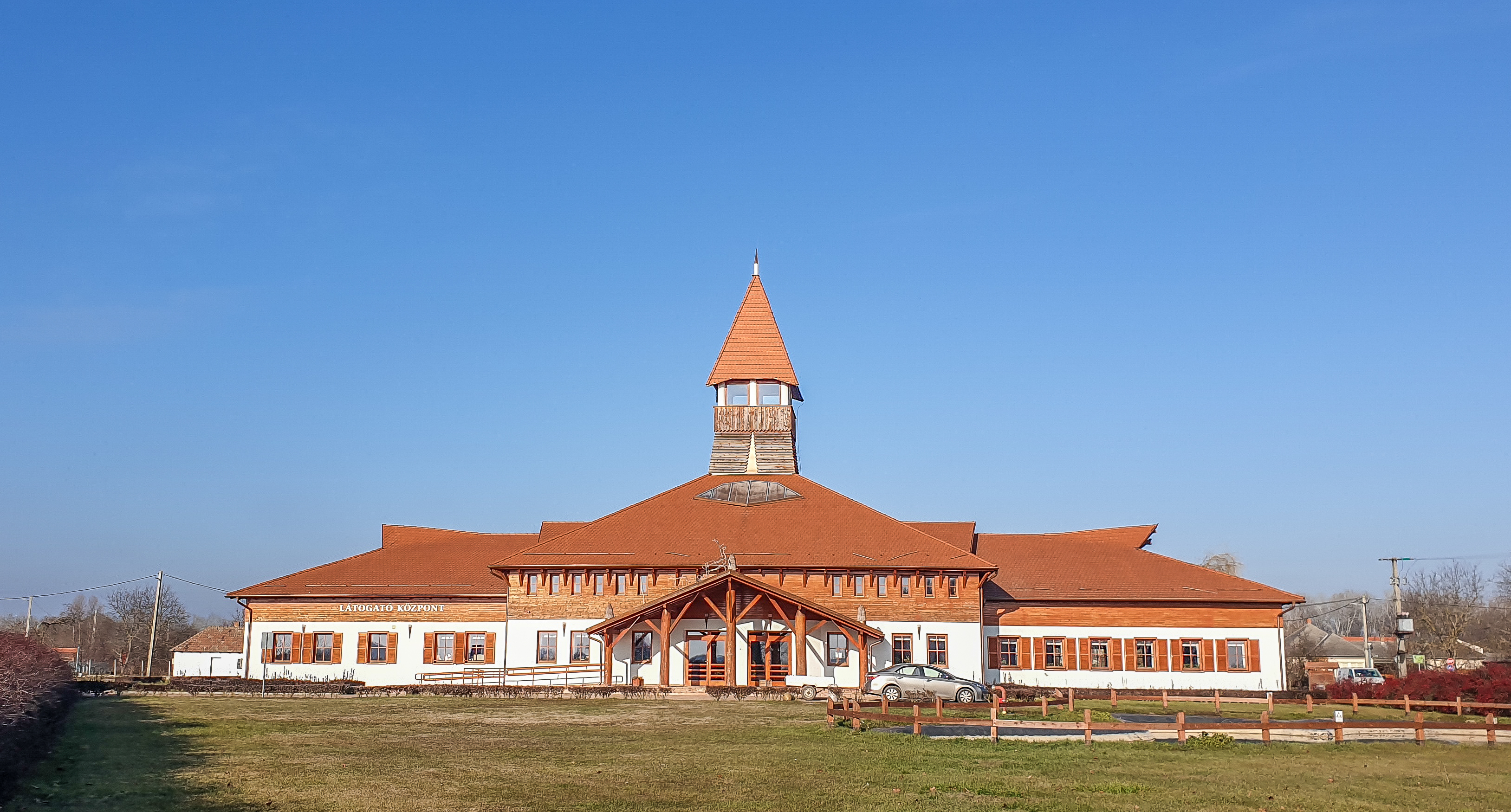
Látogatóközpont Kisaron

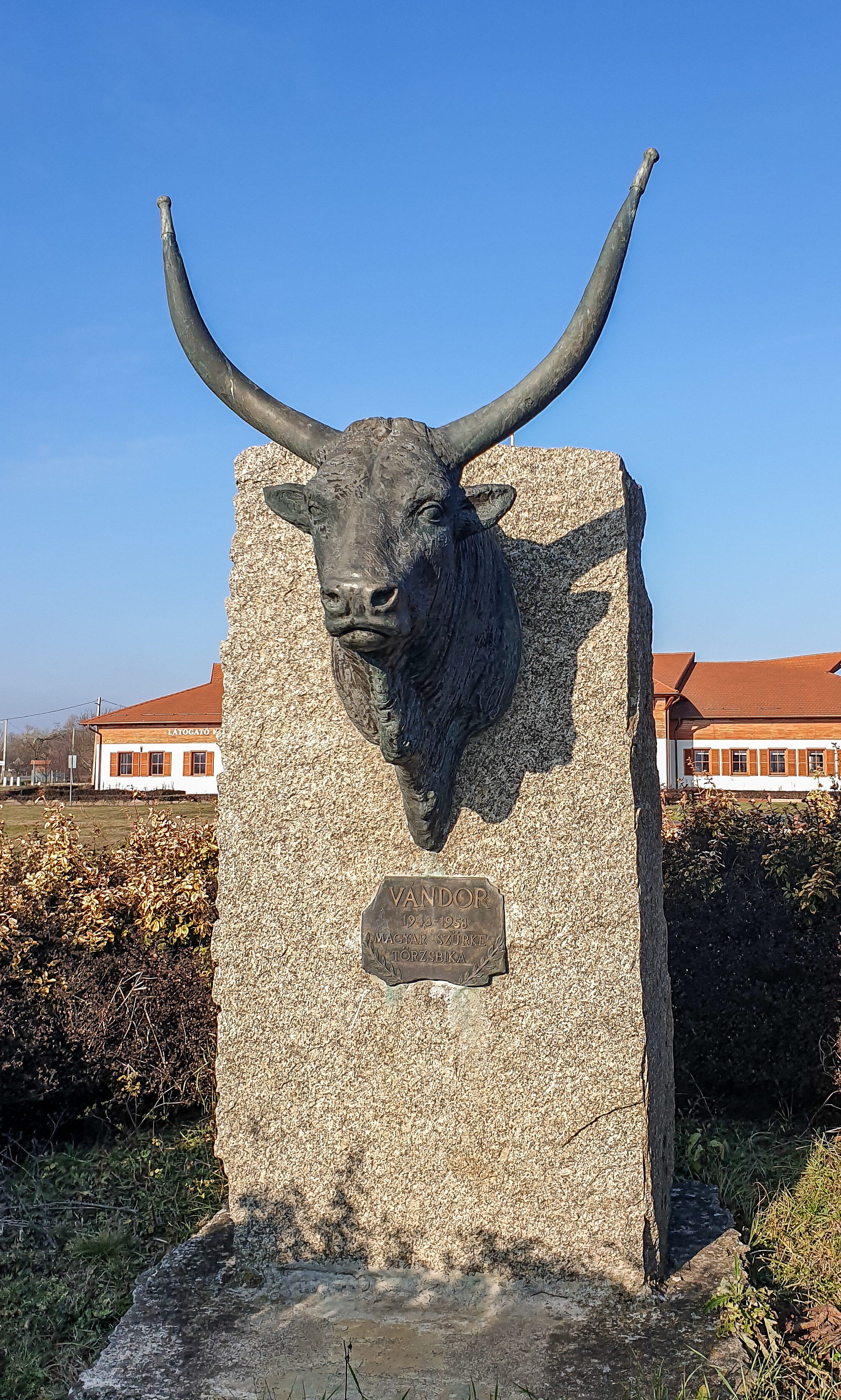
A Vándor nevű szürke bika szobra (1948–1958)

Kisar község az Észak-Alföldi régióban, Szabolcs-Szatmár-Bereg vármegyében, a Fehérgyarmati járásban.

## Fekvése
A vármegye keleti részén, a Szatmári-síkság északi peremén fekszik, a Felső-Tisza bal partján.
Szomszédai: észak felől Tivadar, kelet (és dél) felől Nagyar, délnyugat felől Nábrád és Kérsemjén, nyugat felől Panyola, északnyugat felől pedig Gulács.
Legközelebbi szomszédja a Tisza túlpartján fekvő Tivadar, mely közúti hídon is megközelíthető, s a távolsága Kisar központjától alig 1 kilométer. A legközelebbi város a 6 kilométerre délre fekvő Fehérgyarmat, a környék más fontosabb települései közül Nagyar 4, Tarpa 5, Szatmárcseke pedig mintegy 12 kilométer távolságra található. A megyeszékhely, Nyíregyháza körülbelül 80 kilométerre fekszik innen.

### Megközelítése

#### Közúton
A település központján végighalad, észak-déli irányban a Beregdaróc-Csengersima közti 4127-es út, ez a legfontosabb közúti elérési útvonala, mert ezen érhető el a szatmári térség (illetve a 491-es főútról Fehérgyarmatnál letérve az ország távolabbi részei) és a beregi települések felől is. Az út Kisar és Tivadar közötti Tisza-hídja Vásárosnaménytól keletre az egyetlen állandó átkelőhely a szatmári és a beregi részek között, ezért a környék szinte minden települése számára fontos közúti igazodási pont.
Közúton elérhető még a község Nagyar-Szatmárcseke felől is, a 4130-as úton.
A közúti tömegközlekedést e térségben is a Volánbusz autóbuszai biztosítják.

#### Vasúton
Vasútvonal nem vezet keresztül a településen. A legközelebbi vasúti csatlakozási lehetőség a MÁV 113-as számú Nyíregyháza–Mátészalka–Zajta-vasútvonalának Fehérgyarmat vasútállomása, a településtől mintegy 9 kilométerre délre.

## Története
Ar nevét az oklevelekben 1374-ben említik először, mint a Gutkeled nemzetség-ből származó Kölcsey család-beliek birtokát.
1374-ben még csak egyetlen Ar nevű település volt ismert, s ebből alakulhatott ki, s vált ketté a település Nagyarra és Kisar-ra, mivel a falu 1393-ban már Kysar néven szerepelt az oklevelekben. A 1387-ig a Matucsinayak birtoka volt, de ekkor hűtlenségbe estek, s birtokaikat a Rosályi Kúnok és a Szántai Petőfiek kapták. 
1391-ben a Szántai Petőfiek részét a Báthoryak örökölték, s a későbbi időkben is nagyrészt Báthori-család tagjainak birtoka volt, utánuk a Bethlenek, majd a Rákócziak örökölték. A török időkben a falu sokat szenvedett. 1565-ben a faluban és környékén csata folyt. A szatmári béke után gróf Károlyi Sándor kapta meg, s az 1900-as évek közepéig végig a Károlyi családé maradt. A fenti birtokosok mellett a Drágffyak is szereztek benne részt.

## Közélete

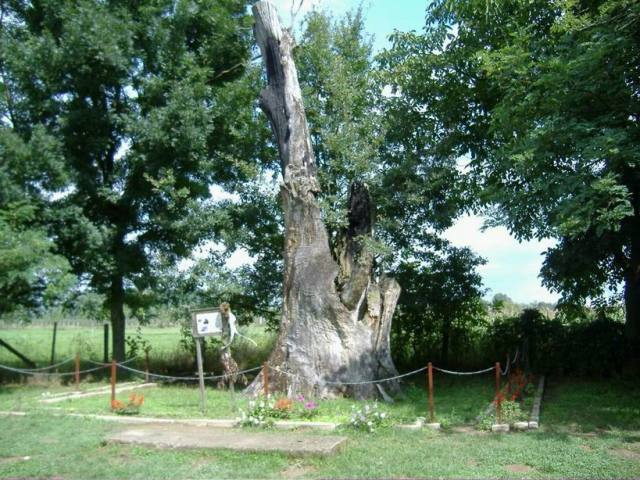
Ami a Petőfi fából megmaradt

### Polgármesterei
- 1990–1994: Toldi Albert (független)[3][4]
- 1994–1998: Toldi Albert (független)[5][6]
- 1998–2002: Toldi Albert (független)[7][8]
- 2002–2006: Dr. Jámbrikné Pintér Andrea (független)[9][10]
- 2006–2010: Dr. Jámbrikné Pintér Andrea (független)[11][12]
- 2010–2014: Dr. Jámbrikné Pintér Andrea (független)[13]
- 2014–2019: Dr. Jámbrikné Pintér Andrea (független)[14][15]
- 2019–2024: Dr. Jámbrikné Pintér Andrea (független)[16]
- 2024– : Dr. Jámbrikné Pintér Andrea (független)[1]

Az önkormányzat címe: 4921 Kisar, Tisza u. 6., telefon- és faxszáma: 44/510-255; e-mail címe: kisarpolhiv@axelero.hu, hivatalos honlapja: . (Az adatok egy része elavult lehet.)

## Népesség
A település népességének változása:
| Lakosok száma | 1076 | 1103 | 1145 | 1091 | 931  | 963  | 936  |
|               | 2013 | 2014 | 2015 | 2021 | 2022 | 2023 | 2024 |

2001-ben a település lakosságának közel 100%-a magyar nemzetiségűnek vallotta magát.
A 2011-es népszámlálás során a lakosok 91%-a magyarnak, 14,9% cigánynak, 0,2% ukránnak mondta magát (9% nem nyilatkozott; a kettős identitások miatt a végösszeg nagyobb lehet 100%-nál).
2022-ben a lakosság 90,7%-a vallotta magát magyarnak, 4,9% cigánynak, 0,1-0,1% ukránnak és horvátnak, 0,5% egyéb, nem hazai nemzetiségűnek (9,3% nem nyilatkozott; a kettős identitások miatt a végösszeg nagyobb lehet 100%-nál). Vallásuk szerint 2,8% volt római katolikus, 55,2% református, 1,3% görög katolikus, 0,1% egyéb keresztény, 0,1% evangélikus, 10,3% felekezeten kívüli (30% nem válaszolt).

## Vallás
A 2001-es népszámlálás alapján a település lakóinak a többsége, kb. 84% református vallású. Római katolikus kb. 4%, görögkatolikus kb. 2%, míg más egyházhoz, felekezethez kb. 1% tartozik. Nem vallásos, vagy nem válaszolt kb. 9%.
2011-ben a vallási megoszlás a következő volt: római katolikus 3,7%, református 57,3%, görögkatolikus 0,9%, felekezeten kívüli 26,6% (11,1% nem válaszolt).

### Református egyház
A Tiszántúli Református Egyházkerület (püspökség) Szatmári Református Egyházmegyéjéhez (esperesség) tartozik. Kisar önálló anyaegyházközség.

### Római katolikus egyház
A Debrecen-Nyíregyházi egyházmegye (Debrecen-Nyíregyházi Püspökség) Szatmári Esperesi Kerületéhez tartozik. Nem rendelkezik önálló plébániával.

### Evangélikus egyház
Az Északi Evangélikus Egyházkerület (püspökség) Hajdú-Szabolcsi Egyházmegyéjéhez (esperesség) tartozik. Nem önálló egyházközség, a település evangélikus vallású lakosai a Kölcsei Egyházközséghez tartoznak, mint szórvány.

### Baptista Egyház
A Magyarországi Baptista Egyház Kisari Baptista Gyülekezetéhez tartoznak a település baptista lakosai.

## Természeti értékek
- Petőfi-fa a településtől keletre, Nagyar közelében áll - az időközben villámtépázta fa, mely alatt a hagyomány szerint  Petőfi Sándor írta A Tisza című költeményét.
- Kisari-dzsungelgyümölcsös Természetvédelmi Terület vagy Uszturo, vadregényes kiránduló- és sátorozóhely a Tisza árterében, Kisar mellett.
- Tisza folyó és árterülete

## Nevezetességei
- Református templom: gótikus eredetű, melyet 1797-ben barokk stílusban, majd 1877-ben eklektikus stílusban átépítették. Műemléki védettség alatt áll. A műemlék törzsszáma: 8268.[21]
- Református lelkészlak: 1904-ben épült, vidéki szecessziós stílusban. 1995-ben felújították.
- Emlékmű: Egy Vándor nevű bikának állít emléket.

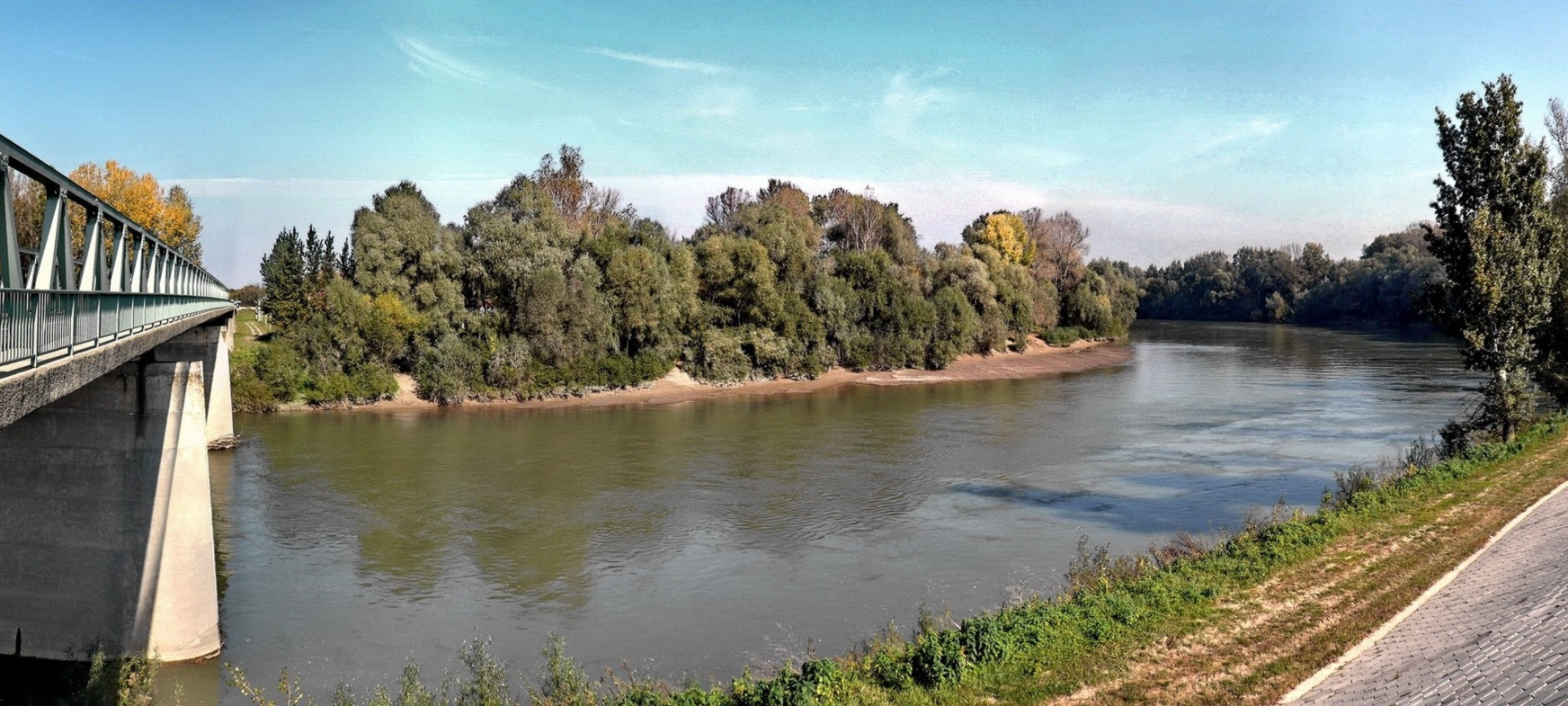
A kisari Tisza-híd és a Tisza

## Külső hivatkozások
- Kisar honlapja
- Kisar térképe Archiválva 2016. március 1-i dátummal a Wayback Machine-ben